# Édouard Dubufe

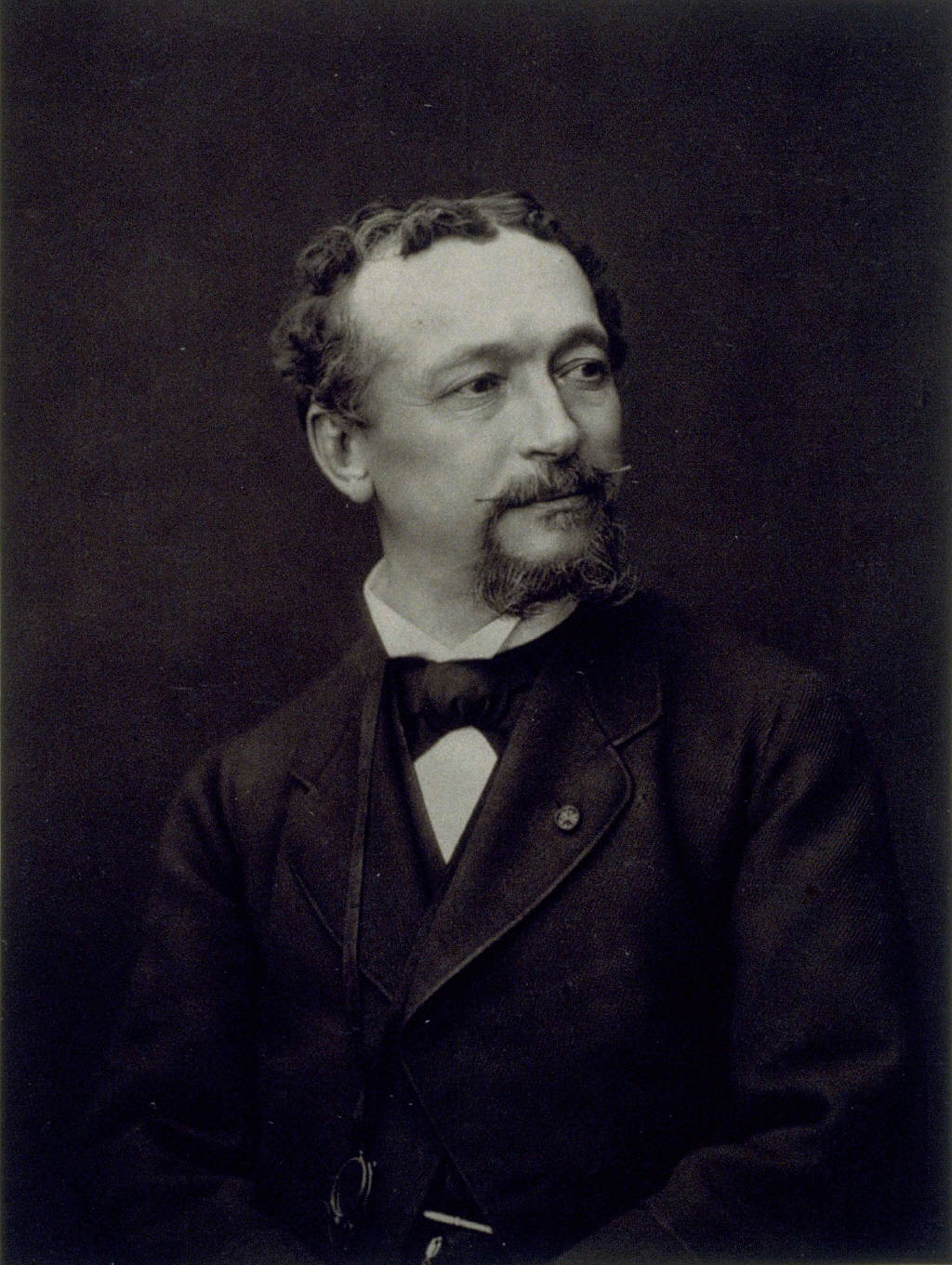
Édouard Dubufe, porträtiert von Ferdinand Mulnier.

Édouard Dubufe (* 2. April 1819 in Paris; † 10. August 1883 in Versailles) war ein französischer Maler.

## Leben
Seinen ersten künstlerischen Unterricht erhielt Dubufe durch seinen Vater, dem Maler Claude Marie Dubufe; später wurde er Schüler von Paul Delaroche. Mit 19 Jahren debütierte Dubufe mit zwei Werken auf einer Ausstellung.
Zwischen 1840 und 1845 behandelte Dubufe ausschließlich religiöse Themen, mit denen er aber weder künstlerischen noch finanziellen Erfolg erzielen konnte. Darum wechselte er zur Porträtmalerei, in der er sehr erfolgreich wurde. Nur in der Zeit von der Februarrevolution 1848 bis zur Errichtung des Zweiten Kaiserreichs war er durch die politischen Gegebenheiten zum Nichtstun verurteilt.
Mit seinem Porträt der Kaiserin Eugénie gewann er die Hofgesellschaft als Auftraggeber. Aber auch Kollegen, wie Rosa Bonheur und ihren Bruder Auguste, deren Bekanntschaft er anlässlich der Ausstellung des Pariser Salons 1848 machte, konnte Dubufe in der ihnen eigenen Charakteristik darstellen.
1857 bekam Dubufe auf Wunsch von Kaiser Napoléon III. den Auftrag, alle Teilnehmer am Pariser Kongress in einem monumentalen Gemälde darzustellen. An der Ausstellung des Pariser Salons von 1866 nahm Dubufe mit dem großen religiösen Gemälde Der verlorene Sohn teil. Im Stil und Ausführung nahm Dubufe dabei große Anleihen bei Paolo Veronese und fiel wahrscheinlich genau deswegen bei der offiziellen Kunstkritik ebenso durch wie auch beim Publikum.
Dubufes künstlerisches Werk besteht von da an fast nur noch aus Porträts. Seit seinem Contrefait der Kaiserin Eugénie war er ein beliebter Porträtist. Den Komponisten Charles François Gounod porträtierte er ebenso wie die Schriftsteller Alexandre Dumas, Émile Augier und Alfred de Musset.
Im Alter von 64 Jahren starb der Maler Édouard Dubufe am 10. August 1883 in Versailles.

## Werke (Auswahl)

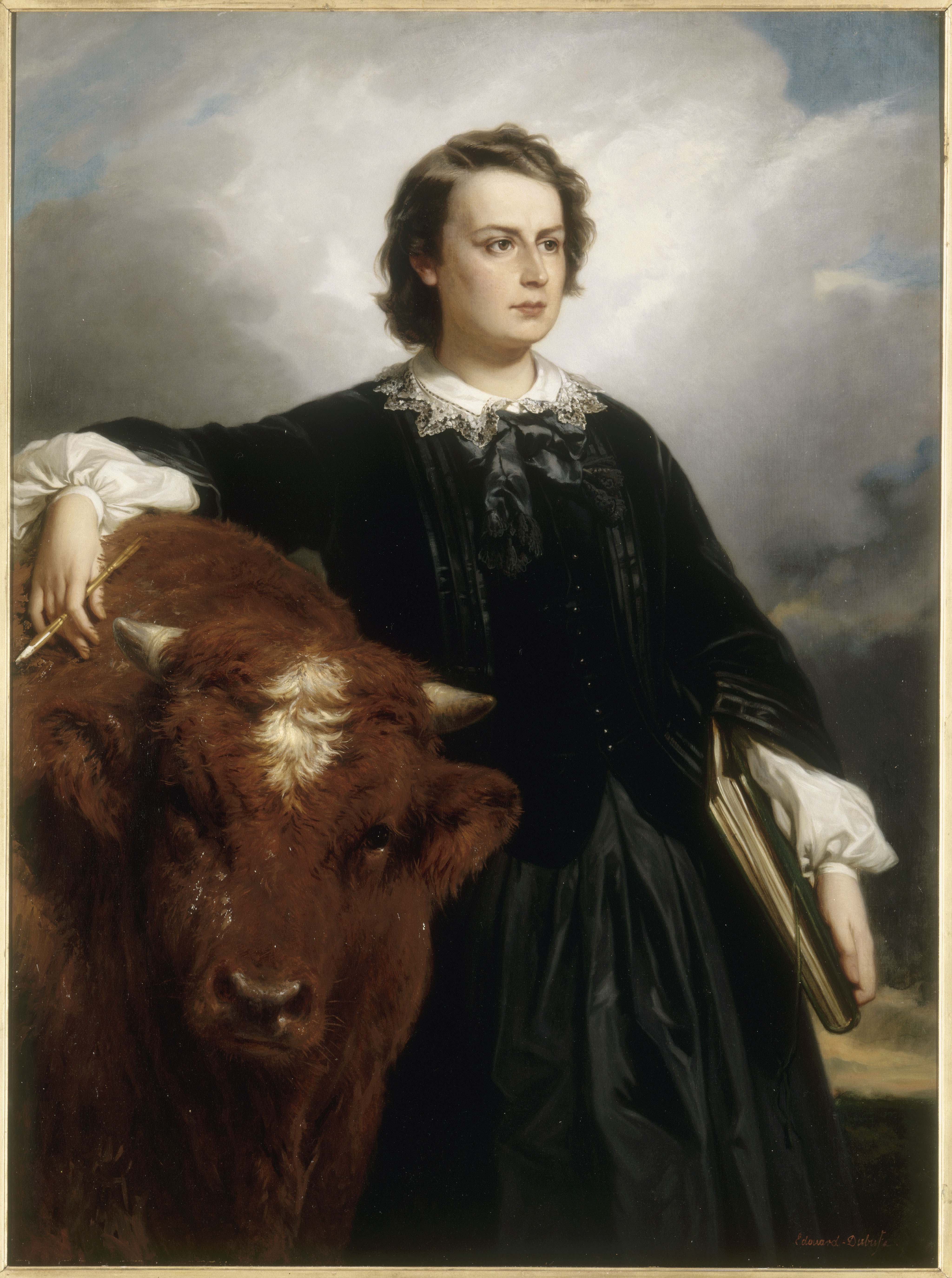
Rosa Bonheur mit einem Stier, 1857

- Verkündigung Mariae (1839)
- Diana (1839)
- Kaiserin Eugénie
- Rosa Bonheur
- Auguste Bonheur
- Der Pariser Kongreß
- Joseph de Günzburg (1858)